# Anderson Hills
Le Anderson Hills sono un gruppo irregolare di colline, dorsali montuose e picchi rocciosi antartici compresi tra la Mackin Table e le Thomas Hills, nel Patuxent Range, che fa parte dei Monti Pensacola in Antartide. 
Le Anderson Hills sono state mappate dall'United States Geological Survey (USGS) sulla base di rilevazioni e foto aeree scattate dalla U.S. Navy nel periodo 1956-66.
La denominazione è stata assegnata dall'Advisory Committee on Antarctic Names (US-ACAN) su proposta del capitano Finn Rønne, della U.S. Navy Reserve, responsabile della Ellsworth Station nel 1957, in onore di Robert B. Anderson che, in qualità di Vicesegretario della Difesa degli Stati Uniti d'America, aveva la responsabilità delle operazioni in Antartide nel 1954-55.

## Punti di interesse geografico
I punti di interesse geografico comprendono:
- Clark Ridge
- King Ridge
- Mount Cross
- Mount Lowry
- Mount Bruns
- Mount Murch
- Mount Stroschein
- Mount Suydam
- Mount Whillans
- Mount Woods
- MacNamara Glacier
- Weber Ridge
- Wrigley Bluffs